# Херман, Алексис
Алексис Маргарет Херман (англ. Alexis Margaret Herman; 16 июля 1947, Мобил, Алабама — 25 апреля 2025, Вашингтон) — американский политик, член Демократической партии, министр труда США с 1997 по 2001 год.

## Биография
Получила степень бакалавра социологии в Университете Ксавье в Новом Орлеане.
С 1977 по 1981 год возглавляла Бюро по делам женщин.
В 1993—1997 годах — директор Управления по связям с общественностью.
В 2001—2006 годах — председатель рабочей группы по персоналу компании Coca-Cola.
Херман входила в состав Консультативного совета Toyota по разнообразию.
Умерла 25 апреля 2025 года в возрасте 77 лет.